# Coto minero de Aizpea

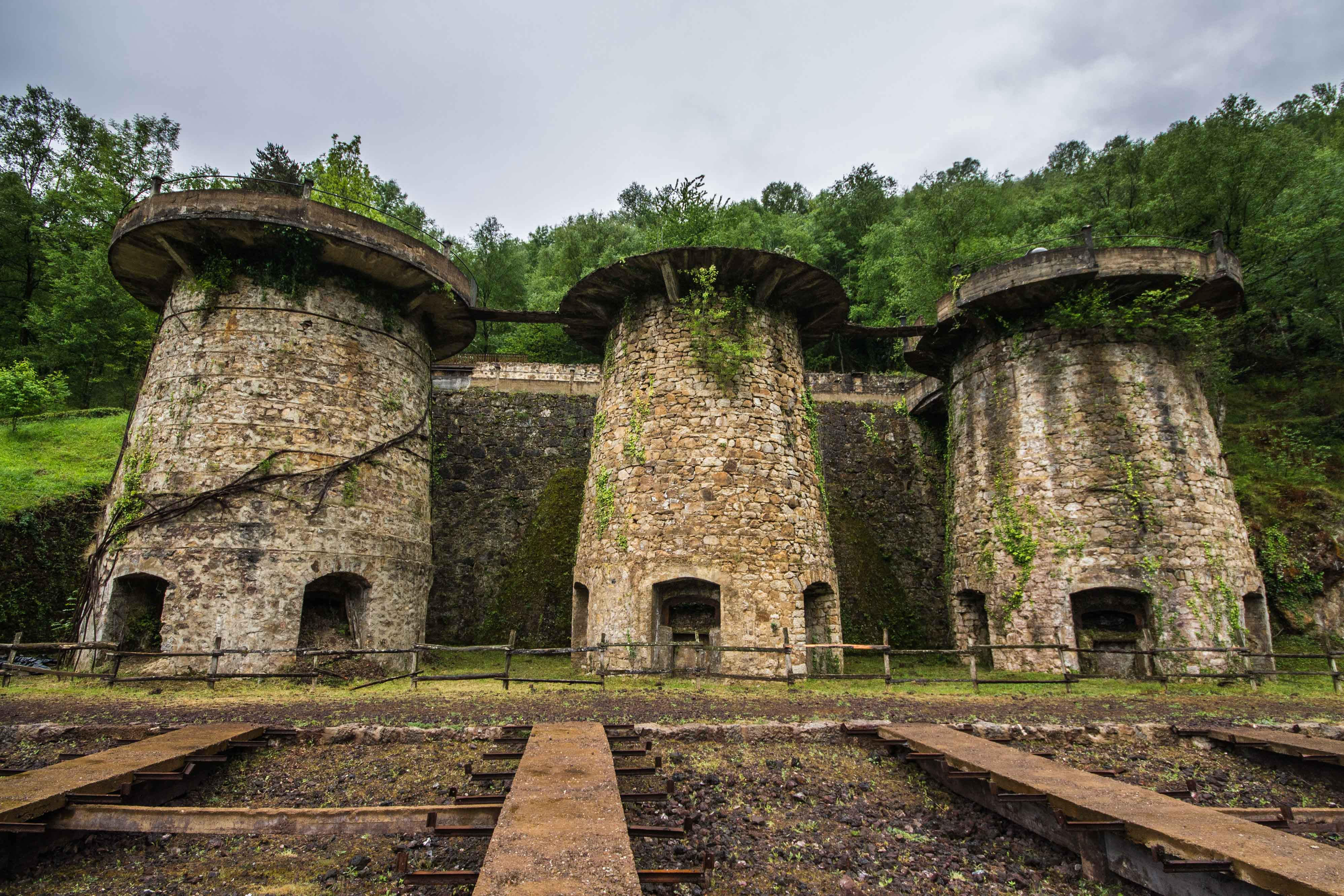
Hornos de calcinación

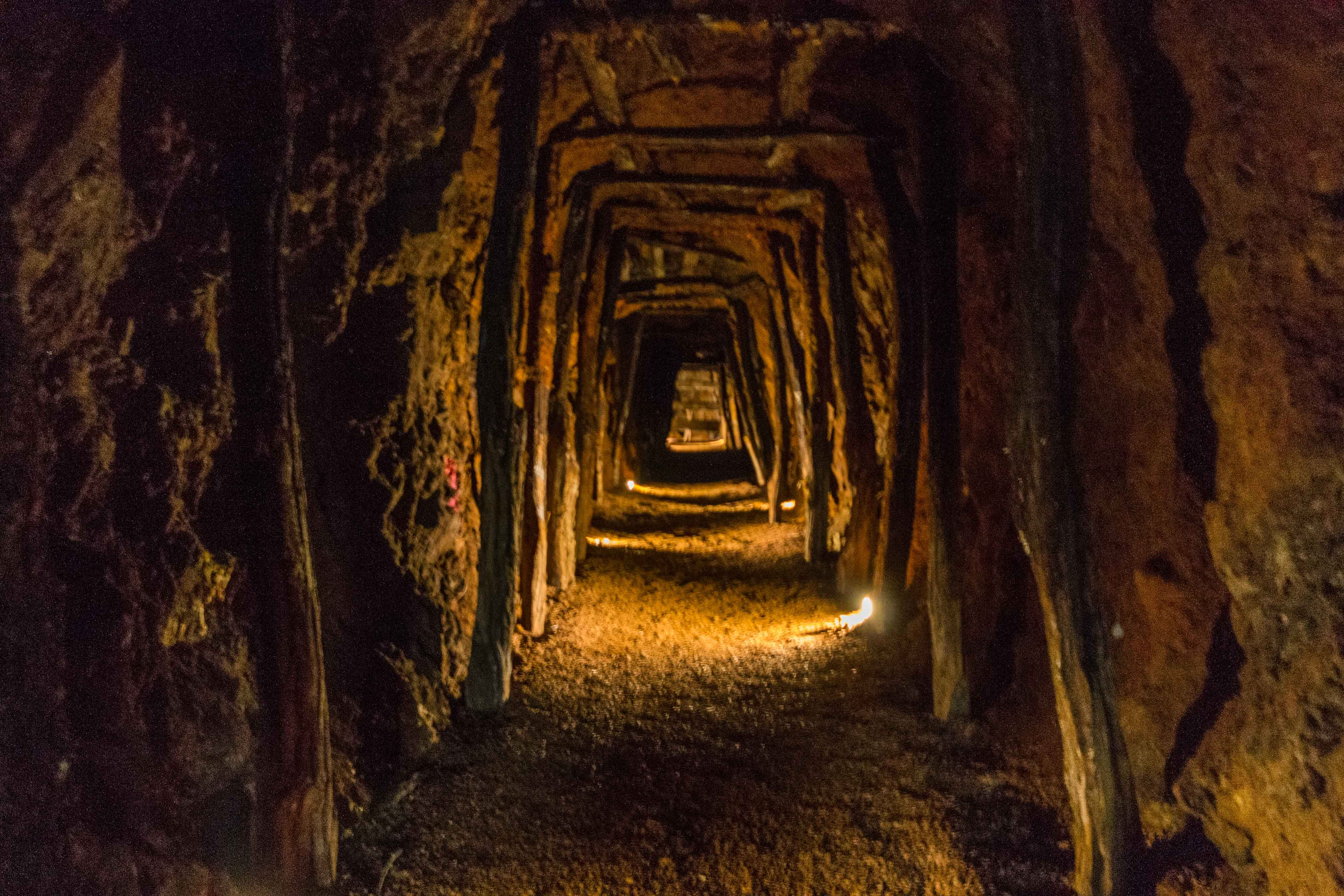
Galería del polvorín

El coto minero de Aizpea, ubicado en la localidad guipuzcoana de Ceráin, es un conjunto de restos arqueológicos industriales de una explotación minera que se han conservado en gran parte intactos desde su cierre, por lo que constituyen una de las muestras más representativas del patrimonio industrial del País Vasco. 

El coto forma parte de la Ruta del Hierro en los Pirineos, uno de los Itinerarios Culturales del Consejo de Europa, y en 2008 fue declarado Conjunto Monumental con la categoría de Bien Cultural Calificado por el Gobierno Vasco.

## Historia
La actividad minera en la zona de Aizpea está documentada desde principios de la Edad Media, a partir de los restos arqueológicos de diversas ferrerías de monte que datan de los siglos XI a XV. Posteriormente, durante la Edad Moderna, la actividad minera se intensificó con el fin de abastecer a las diversas ferrerías cercanas.
A mediados del siglo XIX se inicia una fase de explotación más sistemática por parte de la sociedad minera La Unión de Cerain que, a finales de ese mismo siglo atraerá la atención de otras compañías extranjeras, principalmente británicas.
En el siglo XX, a finales de los años treinta se hace cargo del coto la Compañía Montana S.A., de capital alemán. Esta empresa posteriormente admitiría capital español y se transformaría en la Compañía de Explotaciones Mineras Aralar S.A., que estuvo activa hasta 1942, cuando decae la actividad minera en el coto.